# Cuencas Mediterráneas Andaluzas

Localización de la demarcación hidrográfica de las Cuencas del Sur, actualmente Cuencas Mediterráneas Andaluzas.

Cuencas Mediterráneas Andaluzas es una demarcación hidrográfica del sur de España que, como su nombre indica, abarca las cuencas de los ríos de la comunidad autónoma de Andalucía que desembocan en el mar Mediterráneo, con la excepción de los afluentes del río Segura, que pertenencen a la demarcación de la cuenca hidrográfica del Segura. 

## Confederación Hidrográfica del Sur
Antiguamente era llamada Confederación Hidrográfica del Sur, siendo un organismo de cuenca creado en 1960 y adscrito al antiguo Ministerio de Obras Públicas que se encargaba de la administración pública del agua de las cuencas fluviales que vertían al Mediterráneo más Ceuta y Melilla. Su sede estaba en Málaga y tenía delegaciones en el Campo de Gibraltar, Granada, Almería, Ceuta y Melilla. Sus funciones fueron traspasadas a la Junta de Andalucía por la Administración del Estado en 2004 aunque no se hicieron efectivas hasta el 1 de enero de 2005, momento en el que entró en funcionamiento la Agencia Andaluza del Agua, organismo que se hizo cargo de las funciones de la antigua Confederación. En la actualidad las funciones de la Confederación Hidrográfica del Sur se integra dentro de la Consejería de Medio Ambiente y Ordenación del Territorio, pasando su denominación a Cuencas Mediterráneas Andaluzas.

## Marco físico
La demarcación ocupa una superficie de unos 20.010 km², incluyendo el ámbito continental y el litoral,y comprende parte de las provincias de Cádiz, Málaga, Granada y Almería. Se extiende sobre una estrecha franja de unos 50 km de ancho y 350 km de longitud, que abarca un conjunto de cuencas de ríos, arroyos y ramblas que nacen en las Cordilleras Béticas.

### Relieve

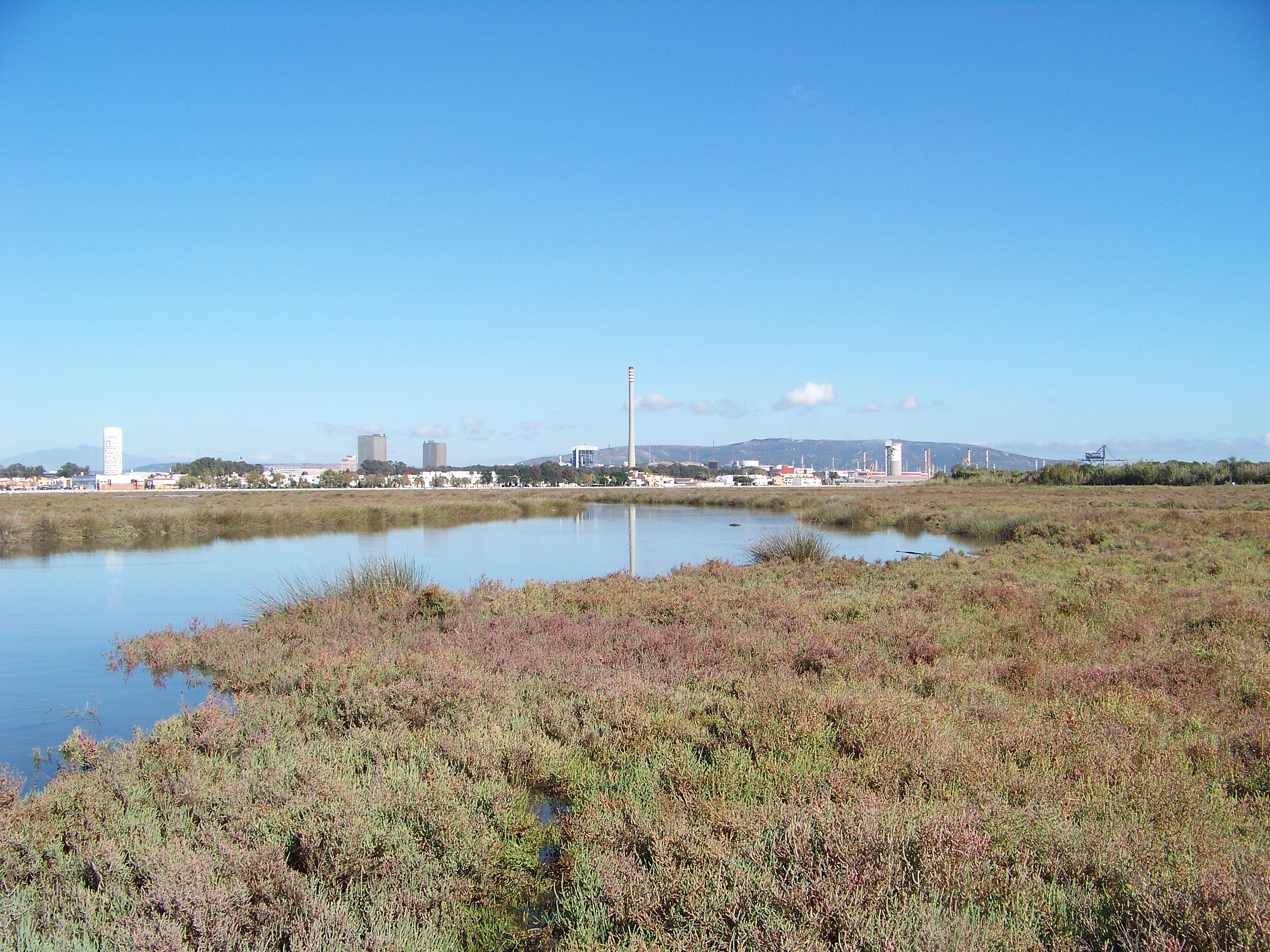
Marismas del río Palmones

El relieve de la demarcación es muy montañoso y presenta grandes desniveles en el sector central, en donde se alzan las mayores elevaciones de toda la península ibérica en las cumbres de Sierra Nevada, alcanzando los 3.479 m s. n. m. en el pico Mulhacén, a pocos kilómetros del litoral. El cordón montañoso que se desarrolla más o menos paralelo a la línea de la costa se interrumpe por algunas planicies interiores como la vega de Antequera o el Valle de Lecrín, así como llanuras aluviales en el litoral, donde se concentra la mayor parte de la población y de la actividad económica. El sinclinal de la Alpujarra está ocupado por dos valles: el Guadalfeo y el Andarax, que separan Sierra Nevada de las sierras de Lújar y Gádor. En su conjunto la cadena montañosa aparece bastante próxima al mar pero en sus dos extremos las alineaciones principales se separan algo más del litoral. En el sector granadino, desde Nerja hasta Adra, la costa es rocosa y aparecen acantilados donde las montañas hunden sus raíces directamente en el mar. La poca existencia de llanuras corresponde a deltas de los ríos que desembocan en esta zona como el Guadalfeo. En el tramo de Nerja al  Estrecho de Gibraltar las montañas se sitúan cerca del mar, pero hay zonas donde se alejan más formando llanuras más amplias. Finalmente, en el tramo almeriense encontramos llanuras más amplias como el Campo de Dalías el valle del Andarax o el Campo de Níjar.
En la red hidrográfica se distinguen tres tipos de ríos: uno que comprende los seis cursos más importantes, esto es los ríos Guadiaro, Guadalhorce, Guadalfeo, Adra, Andarax y Almanzora; otro cuyos cauces presentan un régimen de caudales caracterizado por su gran variabilidad Guadalmedina, Vélez, Verde de Almuñécar, etc; y un último compuesto por innumerables arroyos de fuertes pendientes, corto recorrido y caudales esporádicos.

### Características litológicas

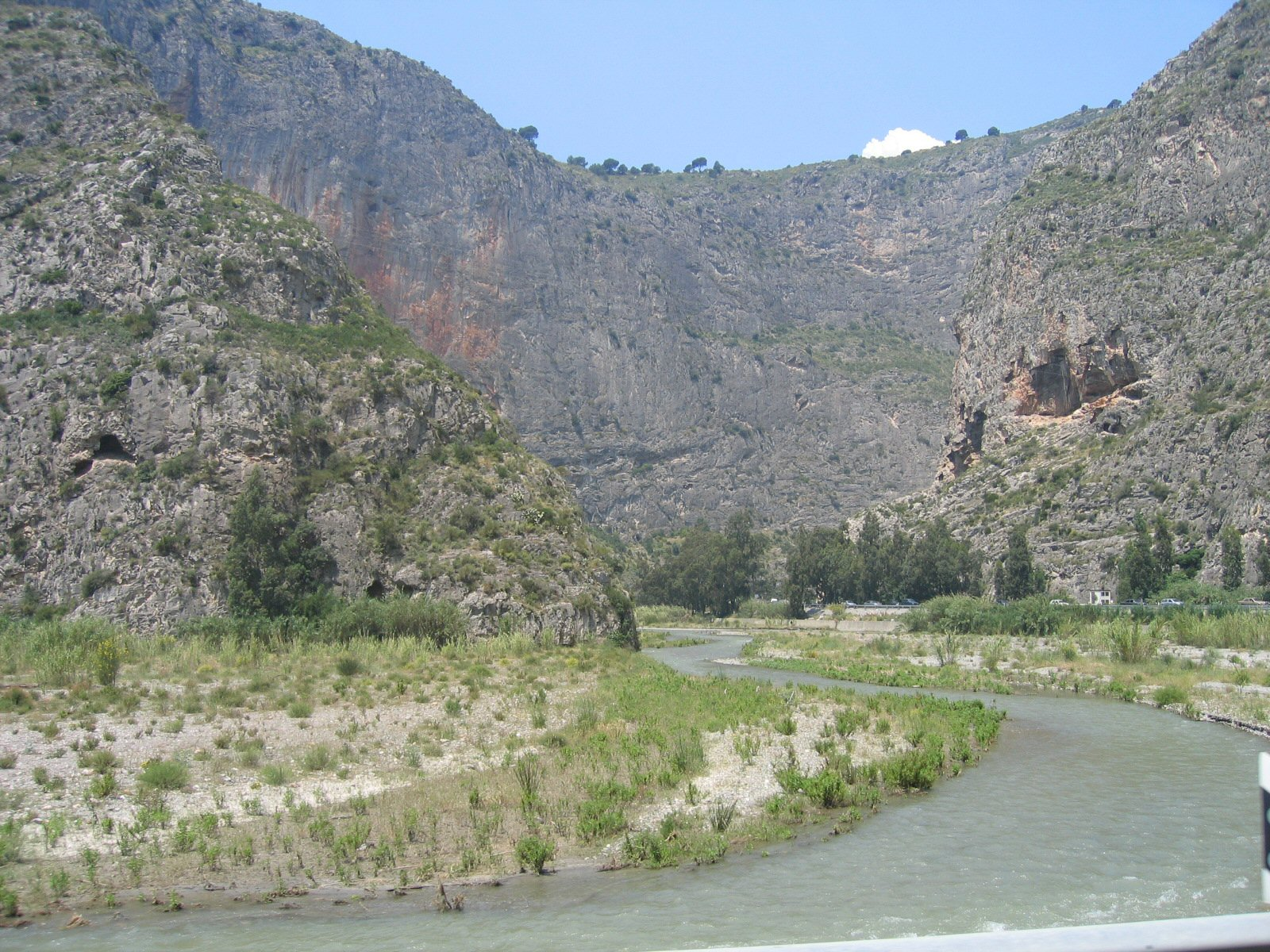
Garganta del Guadalfeo

La zona bética interna presenta una serie de características litológicas y estructurales que la definen. Algo que la diferencia de las otras es la presencia de materiales del zócalo paleozoico formando parte de estas montañas. Esos materiales han sido afectados por un metamorfismo prealpino al que se suma un metamorfismo coincidente con el propio movimiento orográfico. Esto supone que haya constituido una reserva importante de minerales de distinto tipo (hierro, plomo, cobre, además de mármol, que están ligados a los procesos metamórficos. Otra característica de la cordillera Penibética es la aparición en determinadas partes de rocas endógenas que con la fuerza del plegamiento emergieron —Serranía de Ronda— y también existen materiales de origen volcánico —Cabo de Gata—.
También hay que destacar la carencia casi absoluta de materiales sedimentarios postriásicos que solo aparecen en el llamado complejo maláguide; lógicamente los materiales postorogénicos son abundantes y se han producido a partir de la erosión de los núcleos montañosos. Existen materiales sedimentarios miocenos en forma de aureola, pliocenos, pliocuaternarios -de transición entre el terciario y el cuaternario- y también al pie de las sierras hay depositados materiales cuaternarios muy tardíos en torno a los deltas de los ríos. El último rasgo que la define es el hecho de que toda la complejidad litológica se ve acentuada por una gran complejidad de las estructuras tectónicas: formando grandes mantos de corrimiento desplazados varias decenas de kilómetros, sometidos a fuertes procesos erosivos debido a las grandes pendientes, dando lugar a las ventanas tectónicas como es el caso del núcleo central de Sierra Nevada.

### Sistemas y subsistemas

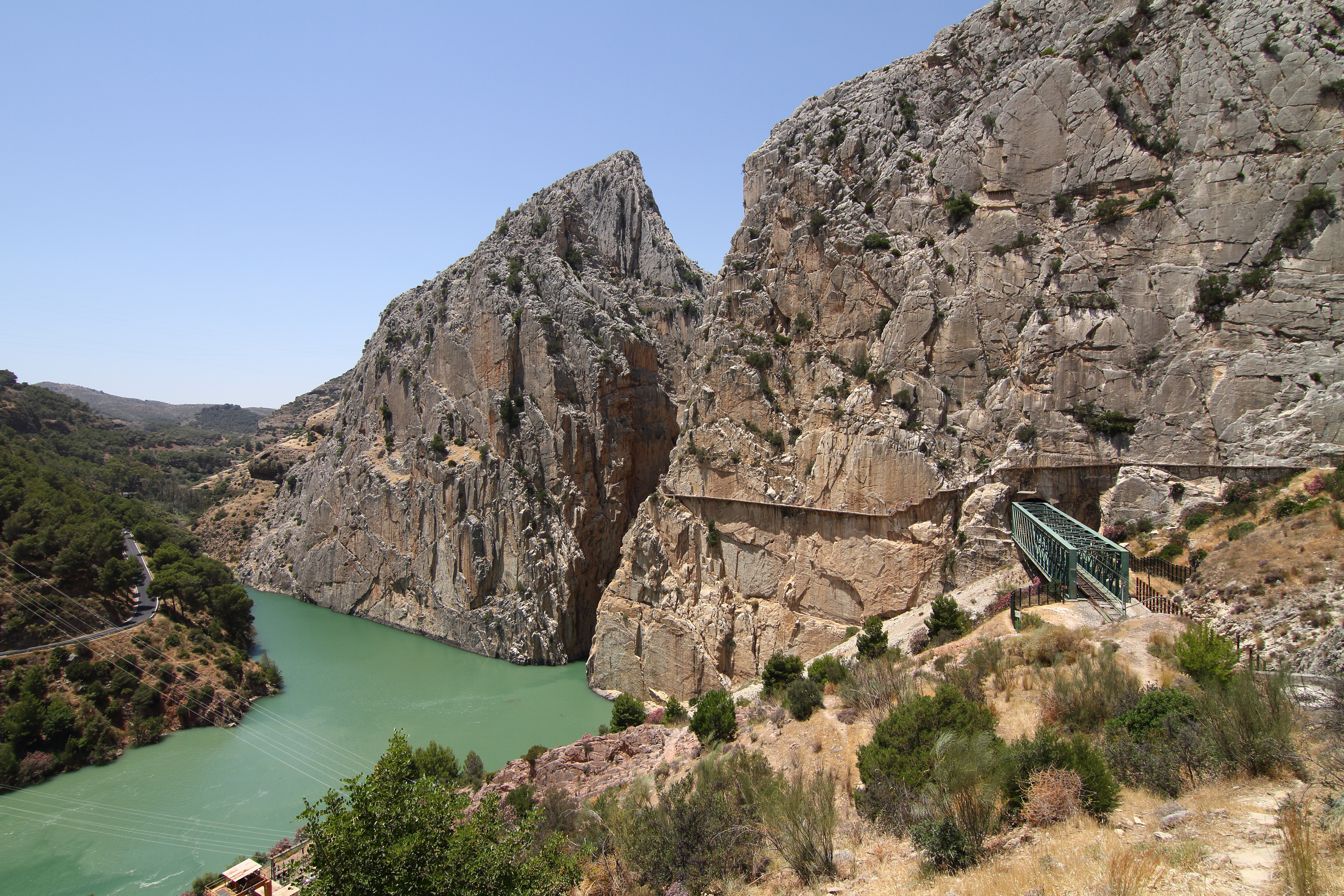
El río Guadalhorce en el desfiladero de los Gaitanes

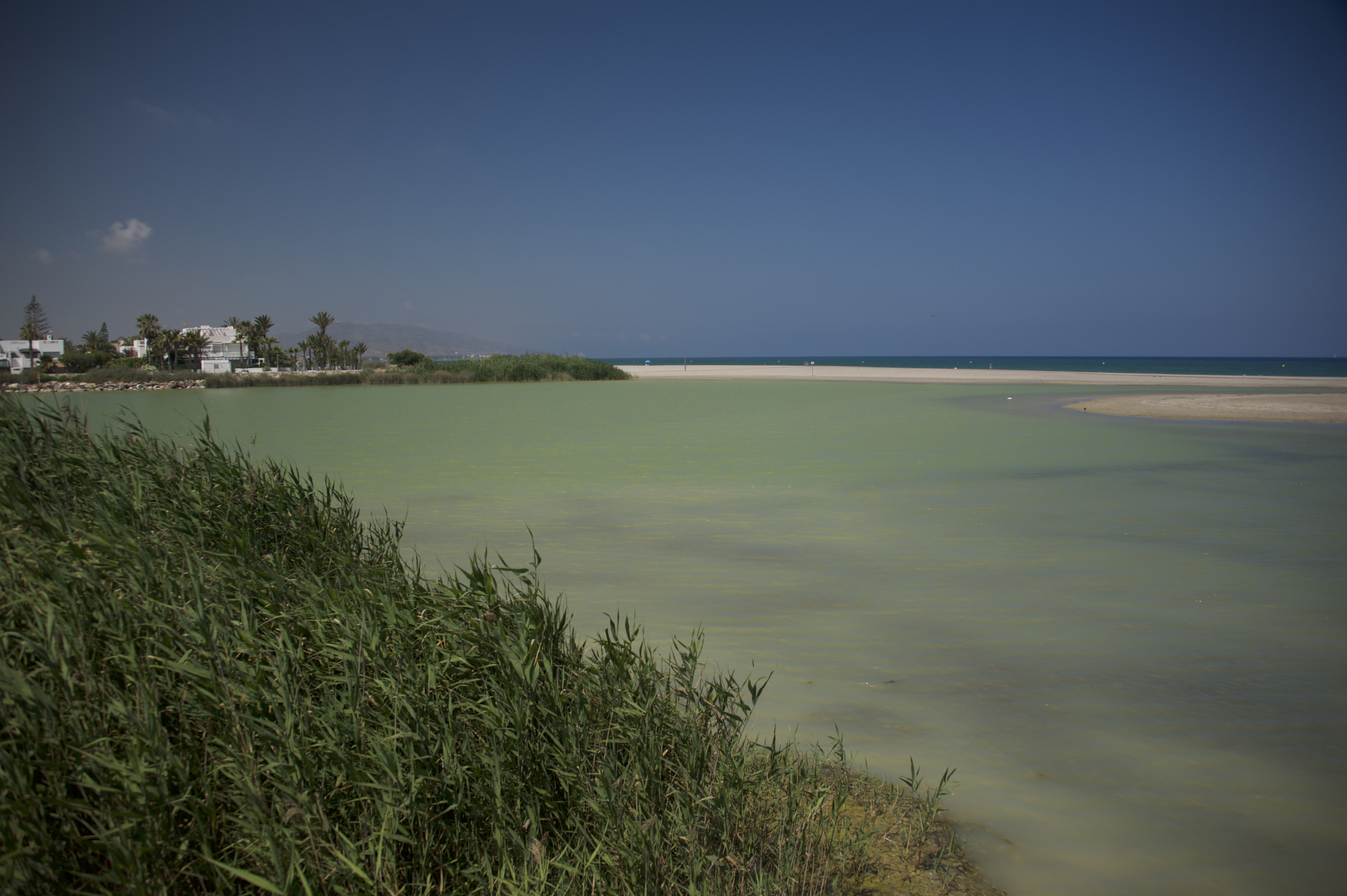
Desembocadura del río Antas

Siguiendo criterios geográficos e hidrológicos, la planificación hidrológica ha dividido a la demarcación en cinco zonas o sistemas, cada uno de los cuales se encuentra a su vez subdividido en unidades menores o subsistemas.
| Sistema                        | subsistemas |
| ------------------------------ | --- |
| I Serranía de Ronda            | 1. Cuenca de los ríos Guadarranque y Palmones 2. Cuenca del río Guadiaro 3. Cuencas vertientes al mar entre las desembocaduras de los ríos Guadiaro y Guadalhorce 4. Cuencas de los ríos Guadalhorce y Guadalmedina 5. Cuenca endorreica de Fuente de Piedra |
| II Sierra Tejeda-Almijara      | 1. Cuenca del río Vélez 2. Polje de Zafarraya 3. Cuencas vertientes al mar entre la desembocadura del río Vélez y el río de la Miel, incluido este último |
| III Sierra Nevada              | 1. Cuencas vertientes al mar entre el río de la Miel y el río Guadalfeo 2. Cuenca del río Guadalfeo 3. Cuencas vertientes al mar entre las desemboacduras de los ríos Guadalfeo y Adra 4. Cuenca del río Adra y acuífero del Campo de Dalías                 |
| IV Sierra de Gádor-Filabres    | 1. Cuenca del río Andarax 2. Comarca natural del Campo de Níjar |
| V Sierra de Filabres-Estancias | 1. Cuencas de los ríos Carboneras y Aguas 2. Cuenca del Almanzora |